# Ночные ходы
«Ночные ходы» (англ. Night Moves) — вышедший на экраны США в 1975 году нео-нуаровый кинодетектив Артура Пенна с Джином Хэкменом в главной роли.

## Сюжет
Бывший футболист, а ныне частный детектив Гарри Мосби, запутавшийся в отношениях со своими женой и отцом, получает новый заказ, который, как он надеется, сможет отвлечь его от семейных проблем. Стареющая актриса, вдова студийного магната, нанимает его для поиска своей сбежавшей дочери. В поисках девушки Гарри едет во Флориду. Он не подозревает, что это, на первый взгляд, банальное поручение станет началом гораздо более серьёзного дела...

## В ролях
- Джин Хэкмен — Гарри Мосби
- Дженнифер Уоррен — Пола
- Сьюзан Кларк — Эллен Мосби
- Эдвард Биннс — Джой
- Мелани Гриффит — Делли Грастнер
- Джеймс Вудс — Квентин

## Значение
Фильм не обратил на себя особого внимания в год релиза и лишь после перевыпуска на DVD много лет спустя специалисты по кино стали приводить его в пример нео-нуаровой волны, прокатившейся по Голливуду на фоне уотергейтских разоблачений и неудач во Вьетнаме («Китайский квартал», «Долгое прощание», «Разговор» и т. п.):
- Киносправочник Time Out определяет «Ночные ходы» как один из наиболее важных фильмов десятилетия — «поистине загадочный триллер», где частный детектив, основательно запутавшийся в личной жизни, с не вполне объяснимым упорством следует по пятам девушки, сбежавшей от матери на другой конец Америки[1].
- Согласно Джонатану Розенбауму «Ночные ходы» — «незабываемый психологический триллер с амбициозным замахом: выявить надлом, произошедший в жизни американцев после Уотергейта»[2].
- Профессор Роберт Колкер считает этот «сильный и горький фильм… о бессильном отчаянии» главного героя поворотным в карьере Пенна, а именно — завершающим лучший период его творчества[3].
- Манола Даргис (The New York Times) также описывает фильм как «великий, полный отчаяния», а героя Хэкмена — как «частного сыщика, который под конец кружит над бездной»[4].
- Критики неоднозначно восприняли обнаженные сцены с Мелани Гриффит, которая на тот момент была 17-летней[5].